# Sara Renar
Sara Renar (Zagreb, 8. ožujka 1987.) je kantautorica i izvedbena umjetnica, te diplomirana arhitektica. 
Njena glazba se može opisati kao „mješavina eksperimentalne, indi i pop melodija s elektronskim i dramatskim elementima”.

## Glazbena karijera
Sara je započela pisati pjesme 2008. godine, a prvi singl Trebam te objavila je tri godine kasnije.
Prvi album Djeca objavila je u ožujku 2013. godine. Ovo izdanje je 2014. godine nominirano za nagradu Porin u kategoriji najboljeg debitantskog albuma.
U travnju 2014. godine osvojila je prvu nagradu stručnog žirija na natječaju novosadskog festivala Poezika.
U listopadu 2014. godine izdala je mini-album pod nazivom Jesen. Značajna novina na ovom izdanju bilo je eksperimentiranje s elektronikom, a u ulozi gostujućih vokala pojavili su se i Darko Rundek i Barbara Munjas. Izdanje je 2015. godine Sari donijelo Porin za najbolju žensku vokalnu izvedbu, a bilo je nominovano i u kategoriji najboljeg alternativnog albuma.
Krajem studenenog 2014. godine osvojila je prvu nagradu stručnog žirija i na Kantfestu u Beogradu.
Album Tišina objavljen je 28. listopada 2016. godine. Za Porin 2017. nominiran je u dvije kategorije (za najbolji album godine i za najbolji alternativni album). Tišina se 2017. godine našla i u konkurenciji za nagradu IMPALA namenjenu najboljem europskom nezavisnom albumu.
17. siječnja 2017. godine Sara je na poziv Hrvatskog radija za potrebe obilježavanja međunarodne manifestacije Rođendan umetnosti s grupom suradnika premijerno izvela muzičko-scenski projekt Gdje povlačiš crtu?. Ovo izvođenje je priređeno pred publikom uživo u zagrebačkom klubu Vintidž indastrijal bar, a prenošeno je direktno na Hrvatskom radiju 3 i radio-stanicama iz preko 20 evropskih zemalja. Performans je naišao na odobravanje kritike, te je nadrastao jednokratni događaj. Nakon niza izvođenja širom Europe pretočen je i u album. Konceptualni album uživo Gdje povlačiš crtu?objavljen je 17. siječnja 2018. godine na webu bandcamp.com, a dostupan je na vinilu i u digitalnom formatu. Ovo je ujedno i prvo Sarino izdanje koje nije izašlo za Aquarius records.
Sara je i stalna suradnica glazbeno-umjetničkog kolektiva Moskau. Kao vokal je gostovala na izdanjima sastava Široke ulice i Plastic Knives.
Također je surađivala na projektima umjetničkog kolektiva Montažstroj, umjetničkog kolektiva Skroz i brojnih književnih manifestacija.

## Diskografija

### Albumi
- Djeca (2013.)
- Jesen (2014.)
- Tišina (2016.)
- Gdje povlačiš crtu? (2018.)
- Šuti i pjevaj (2021.)

## Nagrade i nominacije
| Godina | Nagrada  | Kategorija                      | Nominovano delo | Ishod      |
| ------ | -------- | ------------------------------- | --------------- | ---------- |
| 2014.  | Porin    | Najbolji debitantski album      | Djeca           | Nominacija |
| 2014.  | Poezika  | Prva nagrada stručnog žirija    | —               | Osvojeno   |
| 2014.  | Kantfest | Prva nagrada stručnog žirija    | —               | Osvojeno   |
| 2015.  | Porin    | Najbolji alternativni album     | Jesen           | Nominacija |
| 2015.  | Porin    | Najbolja ženska vokalna izvedba | Jesen           | Osvojeno   |
| 2017.  | Porin    | Album godine                    | Tišina          | Nominacija |
| 2017.  | Porin    | Najbolji alternativni album     | Tišina          | Nominacija |
| 2017.  | IMPALA   | Evropski album godine           | Tišina          | Nominacija |

## Vanjske poveznice
- Službeni web
- Sara Renar na bandcamp.com/
- Sara Renar na discogs.com